# Mammuthus primigenius
El mamut lanudo, elefante lanudo o mamut de la tundra (Mammuthus primigenius) es una especie de proboscídeo extinto de la familia de los elefántidos que probablemente se extinguió debido al cambio climático y la desaparición de su hábitat a finales del Pleistoceno  Con su cubierta de largo pelo enmarañado, era una especie adaptada al clima extremo de la edad de hielo. Mammuthus primigenius tenía un tamaño similar al del elefante medio actual. Se han encontrado muchos huesos y defensas curvadas, así como cuerpos enteros congelados, de ejemplares de esta especie de mamut, en Siberia, las islas del Ártico y en Norteamérica. El primer espécimen completo de este animal se descubrió en 1806, cerca de la desembocadura del río Lena, Siberia (Rusia).

## Aparición

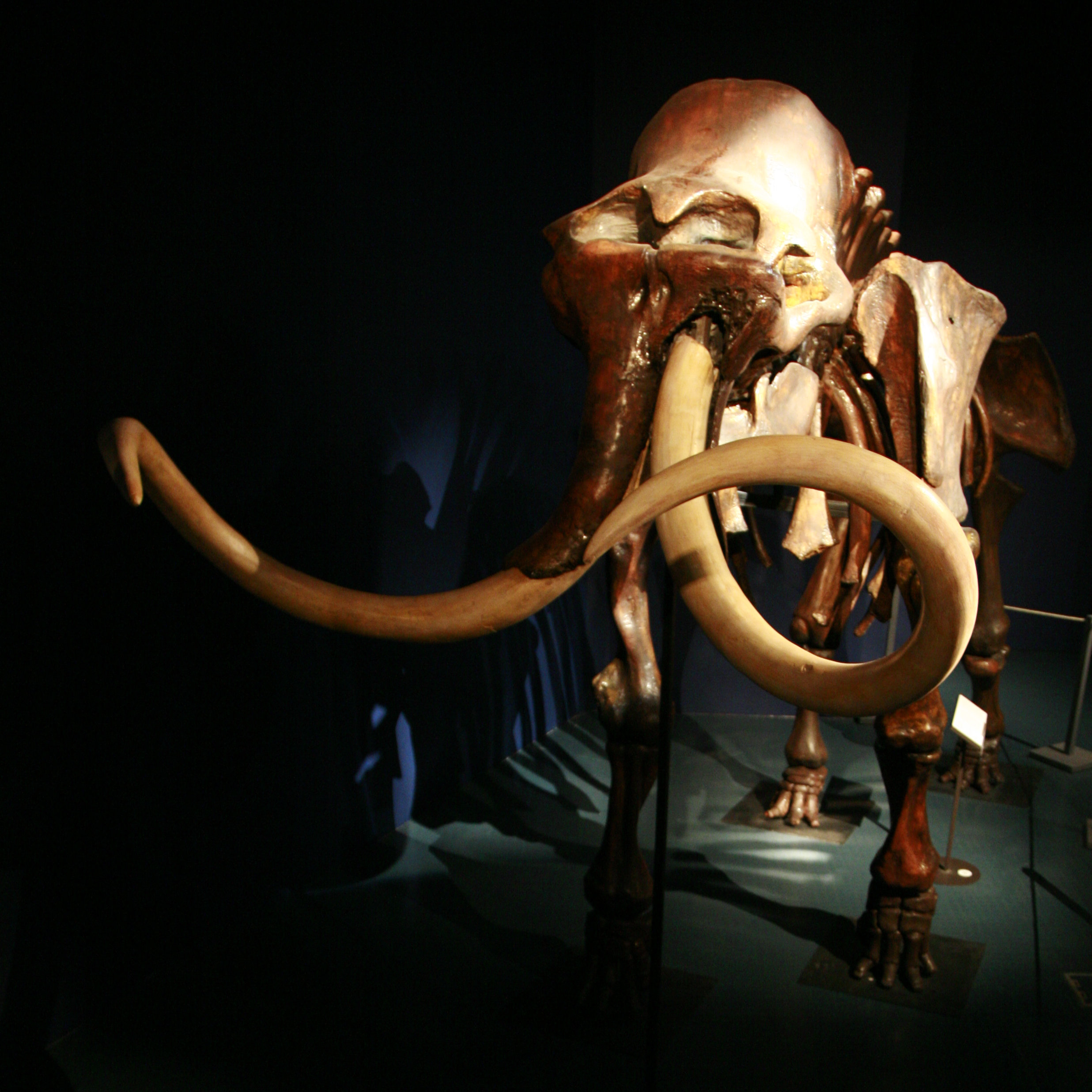
Esqueleto de mamut lanudo.

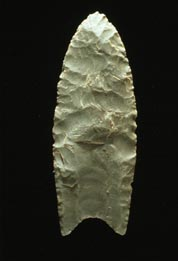
Punta Clovis

Los restos más antiguos datan posiblemente de hace 150 000 años y provienen de depósitos de la glaciación Riss, en Eurasia. Descendía del mamut de la estepa (Mammuthus trogontherii).

## Clasificación

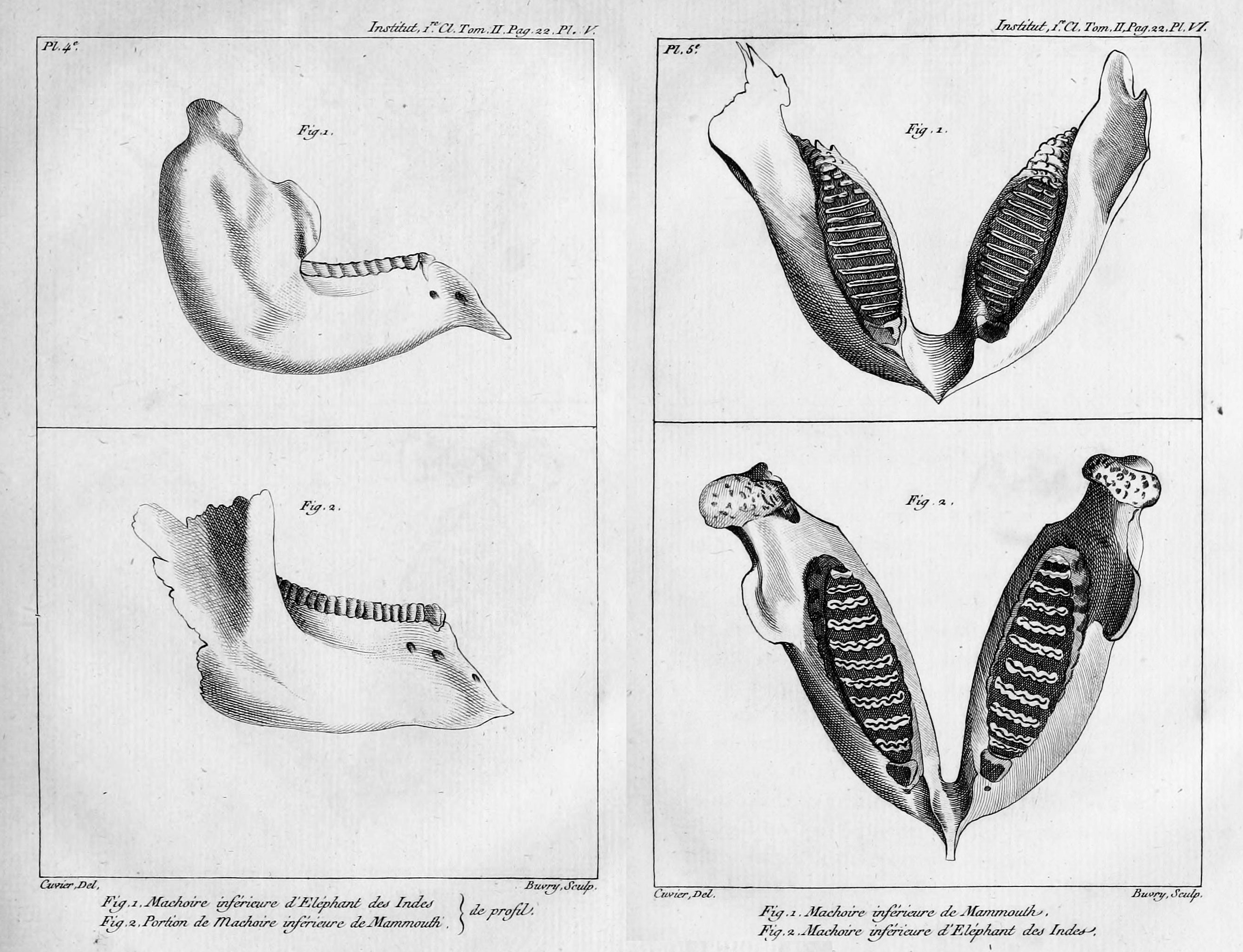
Comparación de Cuvier de la mandíbula inferior de un mamut lanudo y de un elefante asiático

Fue el naturalista francés Georges Cuvier quien en 1796 identificó por primera vez los restos del mamut lanudo no como de elefantes modernos trasladados al Ártico, sino como una especie enteramente diferente. Más significativamente, afirmó que esta especie se había extinguido y ya no existía, un concepto que no era ampliamente aceptado en su época. Siguiendo la identificación de Cuvier, Johann Friedrich Blumenbach le dio al mamut lanudo su nombre científico en 1799, Elephas primigenius (situándolo en el mismo género que el elefante asiático). No fue sino hasta 1828 que Joshua Brookes reconoció que esta especie era lo bastante distinta como para merecer un nuevo género, y la reclasificó como Mammuthus primigenius.

### Evolución

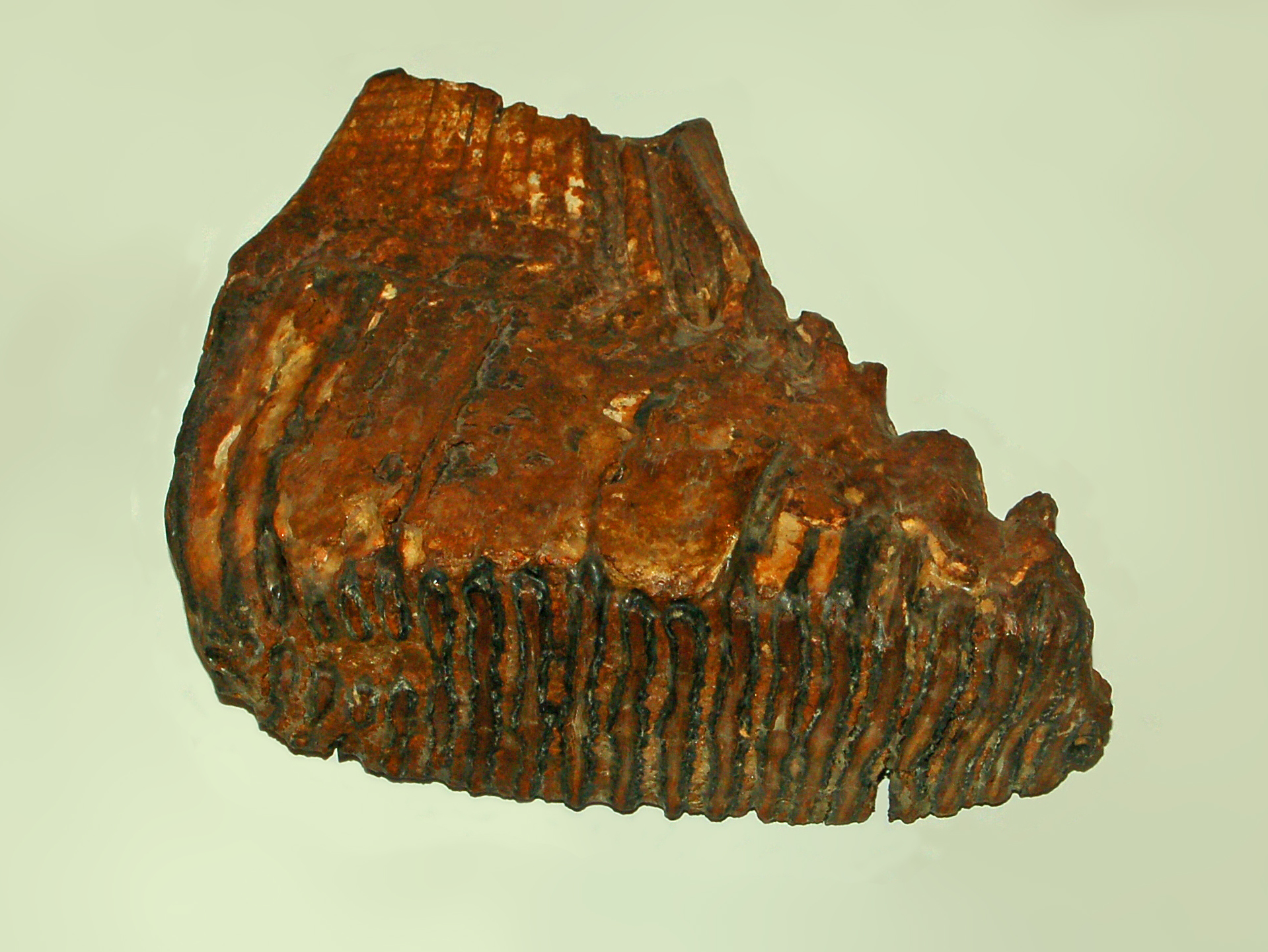
Molar de Mammuthus primigenius de Bélgica

Dado que se conocen muchos restos de las distintas especies de mamuts de diferentes lugares, ha sido posible reconstruir la historia evolutiva de este género a través de estudios morfológicos. Las especies de mamuts pueden ser identificadas por el número de bordes de esmalte en sus molares; las especies más primitivas tenían pocos bordes, y su cantidad se incrementaba gradualmente cuando las nuevas especies evolucionaban y reemplazaban a las anteriores. Al mismo tiempo, las coronas de los dientes se volvían más largas, y los cráneos se volvían más altos de arriba abajo y más cortos lateralmente para acomodar estos dientes. Se conocen individuos y poblaciones que muestran características morfológicas transicionales entre cada una de las especies y sus sucesoras, y que las especies primitivas y avanzadas coexistían hasta que las primeras desaparecieron. Las distintas especies y sus formas intermedias pueden ser denominadas "cronoespecies". Se han propuesto también muchas subespecies intermedias, pero su validez es incierta; estas pueden ser consideradas como formas primitivas de una especie derivada, o formas derivadas de una especie primitiva.
Los primeros miembros conocidos del género Mammuthus son las especies africanas Mammuthus subplanifrons del Plioceno y Mammuthus africanavus del Pleistoceno. Se piensa que la primera es el ancestro de las formas posteriores. Los mamuts llegaron a Europa hace cerca de tres millones de años; el primer tipo conocido ha sido denominado Mammuthus rumanus, el cual se extendió por Europa y China. Solo se conocen sus molares, que muestran entre ocho y diez bordes de esmalte. Una población evolucionó entre a entre doce y catorce bordes y reemplazó al tipo anterior, derivando en Mammuthus meridionalis. A su vez, esta especie fue reemplazada por el mamut de estepa, Mammuthus trogontherii, con entre dieciocho y veinte bordes, que evolucionó en Asia Oriental hace cerca de un millón de años. Los mamuts que derivaron de M. trogontherii evolucionaron molares con veintiséis bordes hace 200 000 años en Siberia, y se convirtieron en el mamut lanudo, M. primigenius.

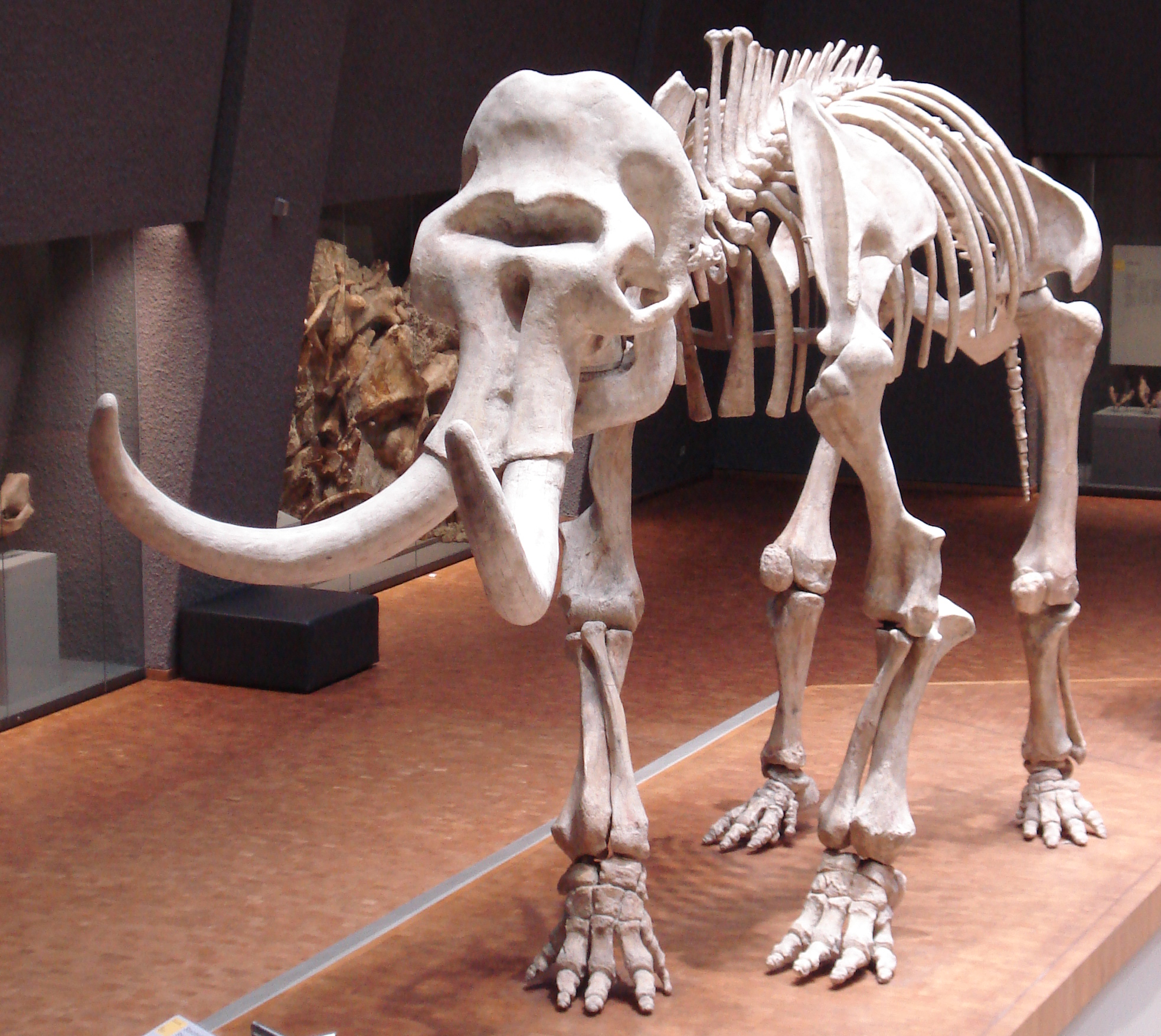
Réplica de un esqueleto intermedio entre M. trogontherii y M. primigenius

El mamut colombino (Mammuthus columbi) también evolucionó de una población de M. trogontherii que había ingresado en Norteamérica. Un estudio genético en 2011 mostró que M. imperator estaba agrupado dentro de un subclado de mamuts lanudos. Esto sugiere que ambas poblaciones se mezclaron y produjeron descendencia fértil. Esto también sugiere que la forma norteamericana conocida como M. jeffersonii puede ser un híbrido entre ambas especies. Adicionalmente, se han propuesto algunas subespecies de M. primigenius, como M. primigenius primigenius, M. primigenius jatzkovi y M. primigenius fraasi. Las poblaciones de las islas St. Paul Island y Wrangel fueron consideradas inicialmente como variedades enanas, mucho menores que los mamuts lanudos continentales; incluso la última fue descrita como una nueva subespecie, M. p. vrangeliensis. Sin embargo, investigaciones detalladas mostraron que estos mamuts lanudos isleños no eran realmente enanos. Los mamuts de Wrangel estuvieron aislados por 5000 años, pero solo experimentaron una pérdida limitada de variación genética.
La comunidad científica ha sido exitosa en el estudio de la filogeografía del mamut lanudo y en determinar la secuencia completa del genoma mitocondrial de Mammuthus primigenius. El análisis demuestra que la divergencia del mamut lanudo, los elefantes africanos y el elefante asiático ocurrió en un breve período, y confirma que el mamut estaba más relacionado con la especie asiática que con las africanas. Un avance importante en esta dirección se dio en diciembre de 2005, cuando un equipo de investigadores estadounidenses, alemanes y británicos fueron capaces de reunir un perfil de ADN mitocondrial completo del mamut, lo cual permitió delinear la cercana relación evolutiva entre los mamuts y los elefantes asiáticos. Los elefantes africanos se separaron del mamut lanudo hace cerca de seis millones de años, más o menos por la misma época en que se produjo la separación evolutiva entre ancestros de los chimpancés y de los humanos. Antes de la publicación del genoma del Neandertal, muchos investigadores esperaban que el primer genoma nuclear totalmente secuenciado de una especie extinta fuese el del mamut.

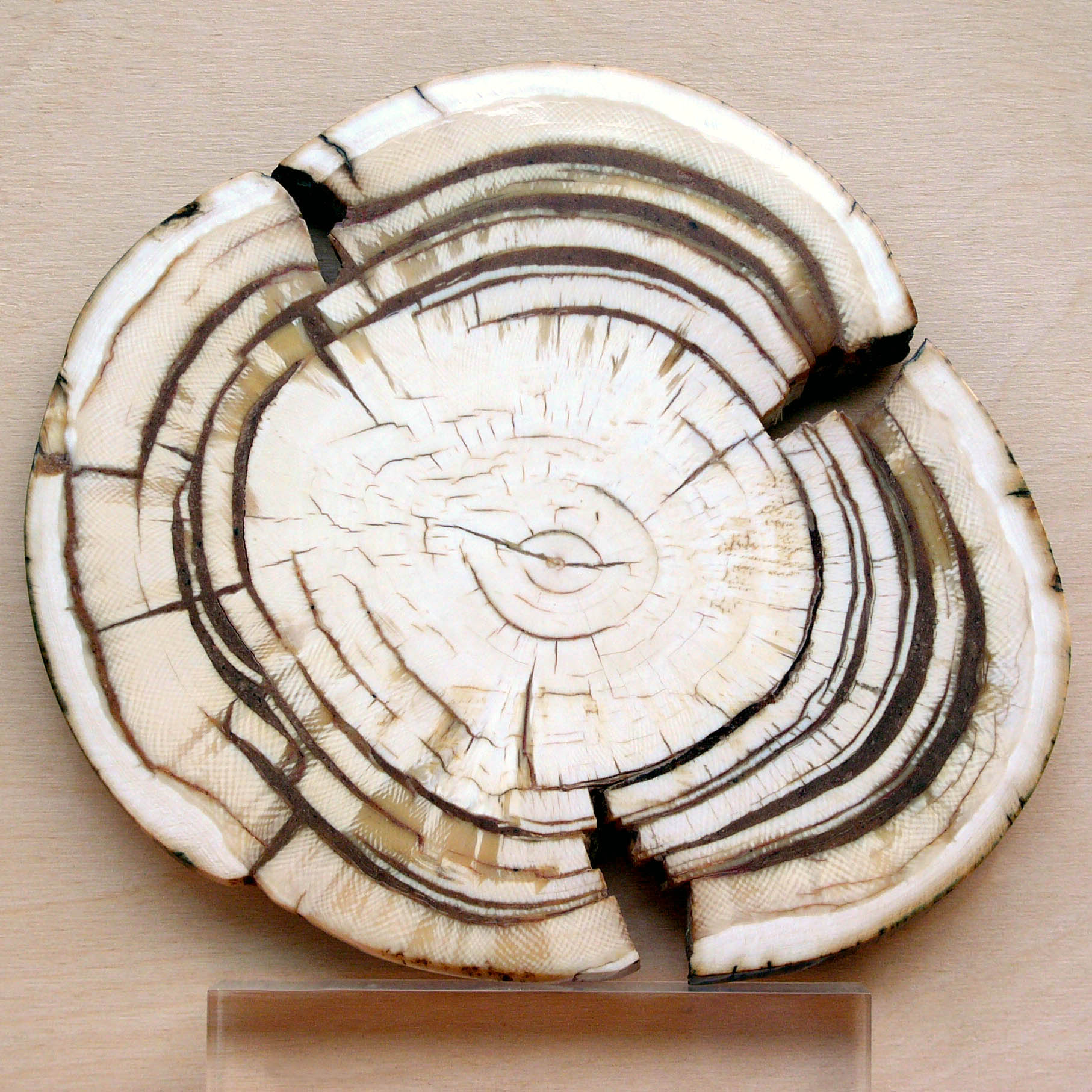
Sección de un colmillo

En noviembre de 2008, dos profesores de la Universidad Estatal de Pensilvania – Stephan Schuster, profesor de bioquímica y biología molecular, y Webb Miller, profesor de biología y ciencia e ingeniería computacional – reportaron haber mapeado la mayor parte del ADN del mamut. Su investigación descubrió que había dos grupos distintos de mamut lanudo: uno que se extinguió hace 45 000 años, y uno diferente que se extinguiría alrededor de hace 10 000 años. Se especula con que estos grupos son lo suficientemente divergentes como para ser caracterizados como subespecies. El grupo que se extinguió antes permaneció en el medio del Ártico, mientras que el otro grupo tenía un rango mucho más amplio. El puente de Beringia probablemente jugó un importante rol estructurando las poblaciones de mamuts, actuando como una barrera ecológica. Estudios recientes de isótopos estables de mamuts siberianos y del Nuevo Mundo han mostrado que también había diferencias en las condiciones climáticas en ambos lados del puente de Beringia, siendo Siberia más uniformemente fría y seca a lo largo del Pleistoceno tardío.

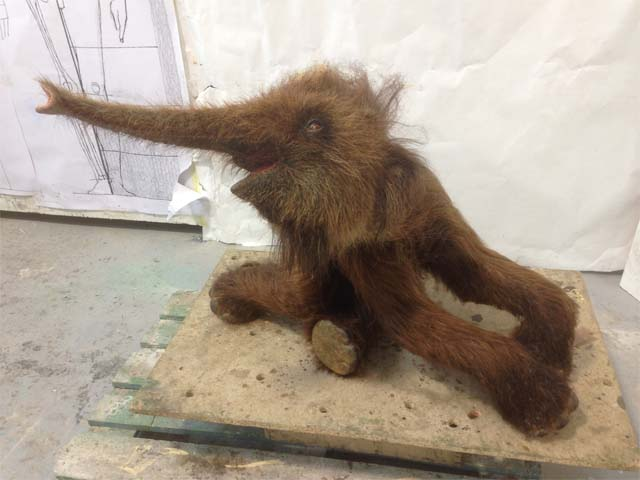
Modelo del pequeño Dima

Su investigación también muestra que el ADN del mamut lanudo y el del elefante africano son entre un 98.55 y un 99.4% idénticos. Aunque los autores admiten no conocer el tamaño entero del genoma, calculan que han secuenciado cerca del 50% a partir de fragmentos aleatorios. El equipo mapeó la secuencia del genoma nuclear del mamut extrayendo el ADN del folículo de pelo de un mamut de 20 000 años recuperado del permafrost y de otro mamut que murió hace unos 60 000 años. Usar el ADN del pelo evita los problemas de contaminación causados por bacterias y hongos. Los folículos del pelo preservan el ADN debido a una protección similar a la del plástico que ofrece el material capilar.

## Características
Su nombre proviene de su gruesa capa de pelo lanudo de hasta noventa centímetros de largo, dispuesto en forma similar al pelambre del actual buey almizclero. Bajo la piel poseía una capa de grasa de ocho a diez cm de espesor que fortalecía su adaptación al frío. Sus orejas de treinta cm de longitud, eran mucho más pequeñas que las de los elefantes actuales (las de un elefante africano alcanzan 180 cm). Presentaban un abombamiento en forma de cúpula sobre el cráneo y una alta joroba sobre los hombros. Los machos adultos alcanzaban de 2,80 a 3,50 metros y de pesar de 6 a 8 toneladas ( y en el caso de los machos más grandes, podían alcanzar los 4 metros de altura y pesar hasta 12 toneladas). Los colmillos encontrados alcanzan hasta 4,2 m de longitud y ochenta y cuatro kg de peso, pero en promedio tienen 2,5 m y cuarenta y cinco kg.
Sus dientes estaban adaptados a las plantas de la tundra, pero habitaba también la estepa herbosa, y la presencia de ramas de árboles en los estómagos de los ejemplares encontrados indica que también recorrían los bosques.

## Extinción
La extinción del mamut lanudo es posiblemente la mejor estudiada dentro del Evento de extinción del Cuaternario que supuso la extinción de dos tercios de todos los géneros de mamíferos y la mitad de la megafauna terrestre. Su extinción fue escalonada y se produjo miles de años antes en las áreas continentales que en las islas, en un proceso largo en el tiempo que comenzó a finales del Pleistoceno y terminó bien entrado el Holoceno, con los restos más recientes de la especie datados ya en tiempos históricos. El mamut lanudo desapareció de Europa hacia el 10000 a. C., mientras que en el sur de Siberia aún subsistía en el 8000 a. C.. Su extinción en islas no colonizadas por el ser humano se produjo mucho más tarde: en la isla de Saint Paul (Alaska) estuvo presente al menos hasta el 6000 a. C. El último remanente conocido de esta especie sobrevivió en la isla de Wrangel hasta aproximadamente el 1700 a. C., más de 6000 años después de su extinción en los continentes.
Los mamuts lanudos que habían llegado a Norteamérica por Beringia desaparecieron junto al mamut colombino y la mayor parte de la megafauna norteamericana de la época entre el final del Pleistoceno y el inicio del Holoceno. Los restos de mamuts más recientes que han sido datados en el continente americano tienen alrededor de 11 000 años.
 

Estas extinciones se encuadran hoy dentro del evento de extinción masiva del Cuaternario, que afectó de forma casi exclusiva a la megafauna y comenzó hace más de 40 000 años en Oceanía, teniendo su auge hace entre 14 000 y 11 500 años en el Holártico. Durante este período, decenas de especies de grandes mamíferos desaparecieron de Eurasia y Norteamérica, casi todas con un peso superior a los cuarenta kilogramos. La extinción de los mamuts lanudos no puede, por tanto, explicarse aisladamente sino como parte de un proceso de extinción masiva mucho mayor.

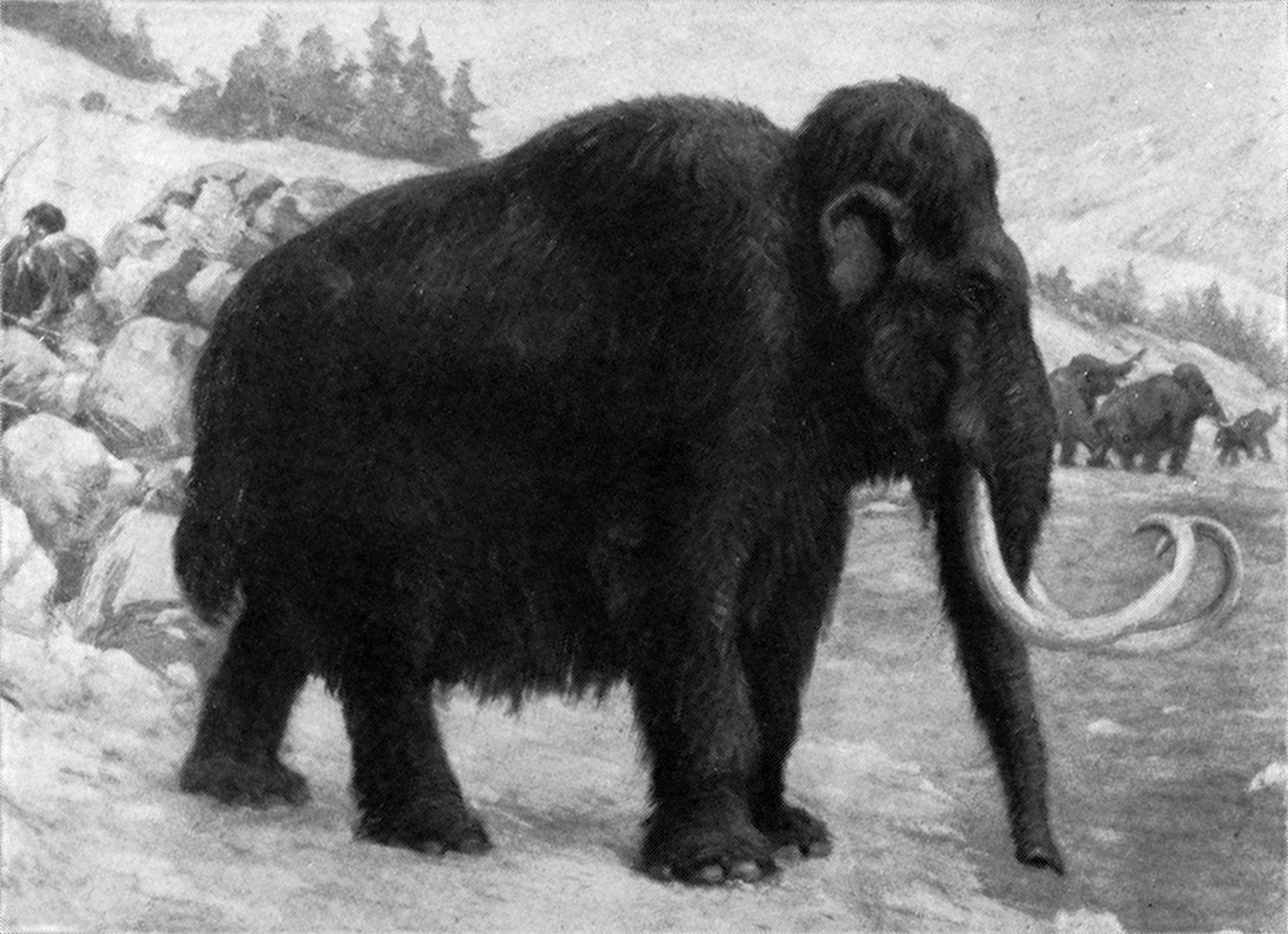
Reconstrucción de un mamut lanudo de Charles R. Knight.

### Hipótesis sobre la extinción del mamut lanudo
Aunque muchos científicos siguen divididos acerca de si fue la caza excesiva, los cambios climáticos o una combinación de ambas lo que llevó a la extinción a los mamuts lanudos, hoy en día la hipótesis de la caza excesiva es la que presenta una mayor consistencia y goza de mayor aceptación, sin que se haya desechado definitivamente el posible efecto sinérgico del cambio climático como factor secundario.
De acuerdo con la hipótesis del cambio climático, dominante durante la primera mitad del siglo XX, el clima más cálido habría conducido a la reducción del hábitat apropiado para los mamuts, el cual habría cambiado de praderas a bosques con una vegetación menos diversa. Sin embargo los últimos estudios sobre el impacto de la pérdida de la megafauna indican que esta transformación fue en realidad la consecuencia, y no la causa, de la extinción del mamut y el resto de grandes mamíferos que habitaban la estepa del mamut.

### Puntos débiles de la hipótesis del cambio climático para explicar su extinción
La hipótesis del cambio climático presenta además varios puntos débiles que están siendo señalados por numerosos científicos en los últimos años, destacando en el caso particular del mamut lanudo varios hechos que esta hipótesis no puede explicar:
• La megafauna terrestre ha desaparecido a lo largo de los últimos 55 000 años de la mayor parte del planeta, pero lo ha hecho antes en unos continentes que en otros, y antes en los continentes que en sus islas, con diferencias contrastadas de varios miles de años en el caso de los mamuts lanudos entre Siberia/Alaska y sus respectivas islas. Este hecho no solo no cuadra con un cambio climático, sino que se contradice con lo esperado para este tipo de eventos: a menor espacio para migrar a climas más favorables, y a menor tamaño de las poblaciones insulares, y por tanto menor variedad genética para adaptarse a los cambios, la probabilidad de extinción de la especie es mucho mayor. En una extinción provocada por un cambio climático, los mamuts lanudos de la isla de Sant Paul y de la isla de Wrangel en Siberia debieron extinguirse antes que los continentales, y sin embargo sobrevivieron 5000 y 8200 años más, respectivamente, coincidiendo en datación los últimos restos de mamuts lanudos con los primeros restos humanos conocidos en las islas.
• El segundo hecho característico y único de las extinciones masivas del Cuaternario es que las extinciones afectan de forma muy específica a la megafauna. Los mamuts lanudos eran capaces de recorrer enormes distancias a lo largo de su vida, y más aún en el caso de las poblaciones norteamericanas y el extremo oriente asiático (que habrían sido los más afectados por el cambio de ciclo glacial de acuerdo con esta hipótesis), porque todas las grandes cordilleras americanas y del Extremo Oriente van de norte a sur y permitían perfectamente la migración (esta es la causa de que algunos géneros de plantas que se extinguieron en Europa durante los ciclos glaciales, con sus cordilleras de oeste a este impidiéndoles el paso, sobrevivieran en Norteamérica y Asia oriental).
• Esta selectividad de tamaño sin precedentes en el registro fósil contradice la extinción del mamut lanudo por causas climáticas, ya que los estudios desarrollados en la última década han revelado que son las especies más pequeñas las más vulnerables y las que se extinguen en mayor proporción bajo perturbaciones medioambientales provocadas por el clima.
• Un cambio climático natural dura usualmente miles de años y es gradual, por lo que difícilmente puede explicar por sí solo la capacidad de extinguir a por ejemplo el 73% de las especies de megafauna de Norteamérica cuando habrían tenido tanto tiempo para emigrar o adaptarse.
• En el caso del mamut lanudo norteamericano, compartía continente con otras cuatro especies de proboscídeos que se extinguieron con él: el mamut colombino, el mastodonte y dos especies de gonfotéridos. Estas cinco especies cubrían en su conjunto un amplísimo rango de climas, por lo que es difícil de explicar que todas ellas se extinguieran a la vez por un cambio climático y que ninguna fuera capaz de adaptarse al cambio de clima.
• Hubo más de treinta ciclos glaciales a lo largo del Pleistoceno con al menos la misma intensidad que la del último ciclo; sin embargo ninguno de ellos presenta extinciones masivas asociadas, ni de proboscídeos ni de megafauna en general, en el registro fósil. 
• Los fósiles de mamut lanudo muestran en el periodo inmediatamente anterior a la extinción una reducción drástica en la edad de madurez sexual, que no se corresponde con lo registrado en extinciones debidas a factores ambientales, pero que sí es característica de poblaciones de grandes mamíferos sujetos a una excesiva presión cinegética.

### Hipótesis de la extinción por caza excesiva
Así, el único factor conocido común a todas estas extinciones de mamuts lanudos a lo largo de más de 8000 años aparentemente sería la irrupción escalonada del Homo sapiens en sus distintos territorios. Basándose en estos datos, la hipótesis de la caza excesiva o hipótesis de las causas antrópicas atribuye la extinción del mamut lanudo a la depredación por parte de los humanos.
Esta idea fue propuesta inicialmente por Paul S. Martin en 1967, cuando expuso su hipótesis basándose en que había una correlación temporal cada vez más evidente entre la expansión del Homo sapiens por el planeta y los eventos de extinción masiva que afectaban de forma casi exclusiva a la megafauna, algo que no había ocurrido nunca con anterioridad al evento de extinción del Cuaternario. Las investigaciones a lo largo del siglo XX y principios del xxi sobre este asunto han variado en sus conclusiones, pero la hipótesis de la caza excesiva está siendo defendida cada vez de forma más categórica por un creciente número de científicos, especialmente en esta última década, a medida que las investigaciones basadas en modelos matemáticos y análisis comparativos de los yacimientos avanzan, evidenciando la correlación entre la expansión del ser humano moderno y los eventos de extinción de megafauna.

#### Evidencias de caza a gran escala del mamut lanudo
Un artículo de 2002 concluía que el registro arqueológico no apoyaba la hipótesis de la sobrecaza, dado que de setentaiséis sitios clovis examinados, catorce (doce con restos de mamut y dos con restos de mastodonte) presentaban evidencias sólidas de cacería de proboscídeos. A juicio de los autores esta proporción era pequeña. La refutación de la supuesta rareza de este tipo de restos llamada en su día "crítica de la asociación" (Meltzer, 1986), la expone con detalle el ecólogo Santos Fernández en 2016: el periodo de convivencia de mamuts y seres humanos, hasta que los mamuts se extinguieron, constituye una parte muy pequeña del amplio rango geológico en que aparecen los restos de mamut. Ambas especies habrían convivido alrededor de veinte siglos en América del Norte, pero en una localidad concreta la convivencia fue mucho más corta aún. Por lo tanto, es muy complicado encontrar restos arqueológicos que sean precisamente de las pocas décadas o siglos en que los mamuts y los seres humanos coexistieron en una localidad en concreto. En cualquier otro caso, sólo se encontrarán mamuts sin seres humanos (antes de la coexistencia) o humanos sin mamuts (después de la coexistencia). El patrón esperado es que una fracción menor de sitios megafaunales (el 18% en el caso del estudio de 2002) tendría restos arqueológicos con evidencias de cacería, y eso es lo que se encuentra. Además, refutando las conclusiones del artículo de 2002, un estudio en 2008 sobre esos mismos restos clovis aplicó modelos matemáticos para elaborar un análisis comparativo y poder así cuantificar qué suponía ese 18% de restos con evidencias de caza activa en comparación con otros hallazgos en yacimientos de todo el planeta. El análisis descubrió que el registro de los clovis mostraba de hecho que estos cazadores tenían la frecuencia más alta registrada hasta la fecha de explotación prehistórica de proboscídeos como fuente de alimento de todo el mundo, junto con los cazadores de la península ibérica, resultados que reforzaban claramente la hipótesis de la sobrecaza como causa de la extinción de los mamuts y otros proboscídeos.
En Eurasia los restos que demuestran un uso intensivo del mamut como fuente de alimento son muy abundantes y dan una idea de hasta qué punto este animal fue cazado a gran escala. Hay más de setenta yacimientos a lo largo y ancho de la llanura rusa, donde no sólo se han encontrado casas individuales, sino comunidades enteras que se construyeron esencialmente con huesos de mamut, donde esos huesos de mamut fueron también usados como combustible (y para ello tenían que ser relativamente frescos), y donde hay enormes trampas excavadas en el permafrost, con restos de carne y restos óseos de mamut.

#### Eficacia de las técnicas de caza delHomo sapiensprehistórico
El Homo sapiens era capaz de matar ejemplares adultos de megafauna utilizando lanzas y flechas; en el caso de los paleoamericanos incluso se han hallado indicios de que usaban puntas envenenadas, armas como las que utilizan aún hoy los furtivos para abatir grandes machos adultos de elefante de sabana en Kenia. Una hembra de mamut colombino fue hallada en el Naco-Mammoth Kill Site en Arizona, junto con ocho puntas clovis cerca de su cráneo, omóplato, costillas y otros huesos. En los experimentos modernos, las réplicas de lanzas prehistóricas han sido perfectamente capaces de penetrar las cajas torácicas de elefantes africanos y además reutilizarse, causando su uso reiterado escaso desgaste o daño a las puntas. Por otra parte los mamíferos grandes son generalmente mucho más vulnerables que los pequeños a una caza excesiva debido a sus bajas tasas de reproducción. En consecuencia, en 2009 Surovell encontró evidencia de que los mamuts sufrieron un largo proceso de progresivo enrarecimiento hasta la extinción, correlacionado con el aumento de las densidades humanas.

#### Ingenuidad ecológica
A todo esto habría que añadir que las especies que habitaban la región holártica no coevolucionaron con el hombre moderno, por lo que es bastante posible que presentaran ingenuidad ecológica (o ingenuidad insular) ante el recién llegado Homo sapiens procedente de África, aún más marcada probablemente en las poblaciones americanas, que no habían tenido contacto con ninguna especie de homínido. La ingenuidad ecológica consiste en la ausencia de una respuesta defensiva (huida o ataque) ante depredadores desconocidos. Es la que presentan multitud de especies insulares o la fauna del continente antártico, donde los animales son incapaces de reconocer al hombre como potencial depredador, pero sí han desarrollado un fuerte instinto defensivo ante sus depredadores naturales (como los pingüinos antárticos frente a la foca leopardo, su principal predador).  
Esta posibilidad se ve reforzada por el hecho de que en Estados Unidos hay más emplazamientos de descuartizamiento de proboscídeos que de elefantes en toda África, una masa de tierra que es mucho mayor que Estados Unidos. No sólo es destacable el hecho de que África es mucho más grande que EE. UU., sino que su presencia de homínidos se remonta al menos cien veces más atrás que el lapso cronoestratográfico de presencia humana en América del Norte. Sin embargo, en África hay menos de una docena de sitios de descuartizamiento probables, que abarcan un rango de tiempo de coexistencia muchísimo más amplio, desde el Plio-Pleistoceno hasta la actualidad. Esta diferencia tan evidente entre la abundancia de sitios de descuartizamiento en África y EE. UU. parece indicar que el elefante africano, al haber coevolucionado con nuestro género y otros homínidos anteriores durante millones de años, ha desarrollado respuestas muy eficientes ante nuestra presencia (comportamiento evasivo y respuesta agresiva si es necesaria), que le convirtieron en una presa mucho más difícil que los proboscídeos holárticos.

## Restos congelados

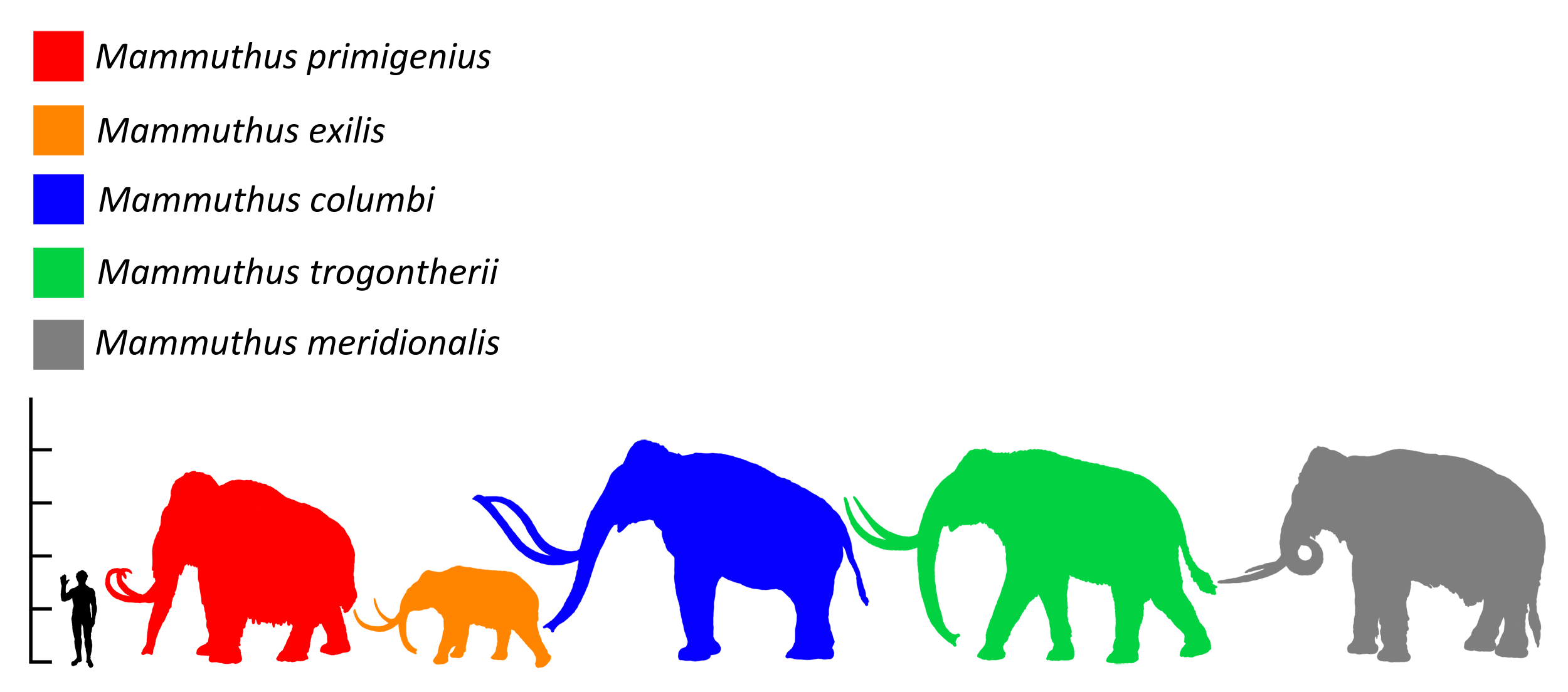
Comparación del tamaño de varias especies de mamuts.

La mayoría de especies extintas se conoce por medio de restos fosilizados o huesos conservados en circunstancias particulares. En el caso del mamut lanudo, se han encontrado además restos congelados, debido a la persistencia por milenios de climas con temperaturas muy bajas y glaciares o áreas congeladas, y además al gran tamaño de los especímenes. Aunque los casos de congelamiento de cuerpos fueran inusuales, ocurrieron durante miles de años. Para que un evento de este tipo se presentara, se requería que el animal quedara atrapado o sepultado rápidamente en un líquido helado, comúnmente el agua o en semisólidos tales como fango o légamo, que desde entonces se congelaron. Los restos así preservados han permitido estudiar la piel, pelo, músculos y multitud de tejidos y órganos del animal.
Estos mamuts pudieron haber quedado atrapados en pantanos, charcas o arenas movedizas. Algunos pudieron haber muerto de inanición tras quedar atrapados, pero la evidencia del alimento indigerido poco antes de morir y que aún se encuentra en sus estómagos e incluso de semillas en las bocas de varios de los especímenes, sugiere que ni el hambre ni la exposición parecen causas probables de su muerte. Los animales pudieron haber caído al quebrarse algún trozo de hielo sobre una pequeña charca o agujero, o pudieron haber sido arrastrados por inundaciones. Así, en un paraje cercano al río Berelekh en Yakutia, se han hallado más de 9000 huesos de al menos 156 mamuts concentrados en un solo punto, al parecer arrastrados por la corriente de una inundación.

### Primer mamut congelado
Al primer mamut congelado documentado por la ciencia, encontrado en 1806, se le conoce como el Mamut de Adams, por el apellido del botánico Mikhail Adams, que supo de su existencia cuando se encontraba en Yakutsk. Él identificó los restos e hizo su descripción científica. Se cree que previamente a su descubrimiento, el hallazgo habían sido mordido por lobos en épocas muy posteriores a su congelamiento.

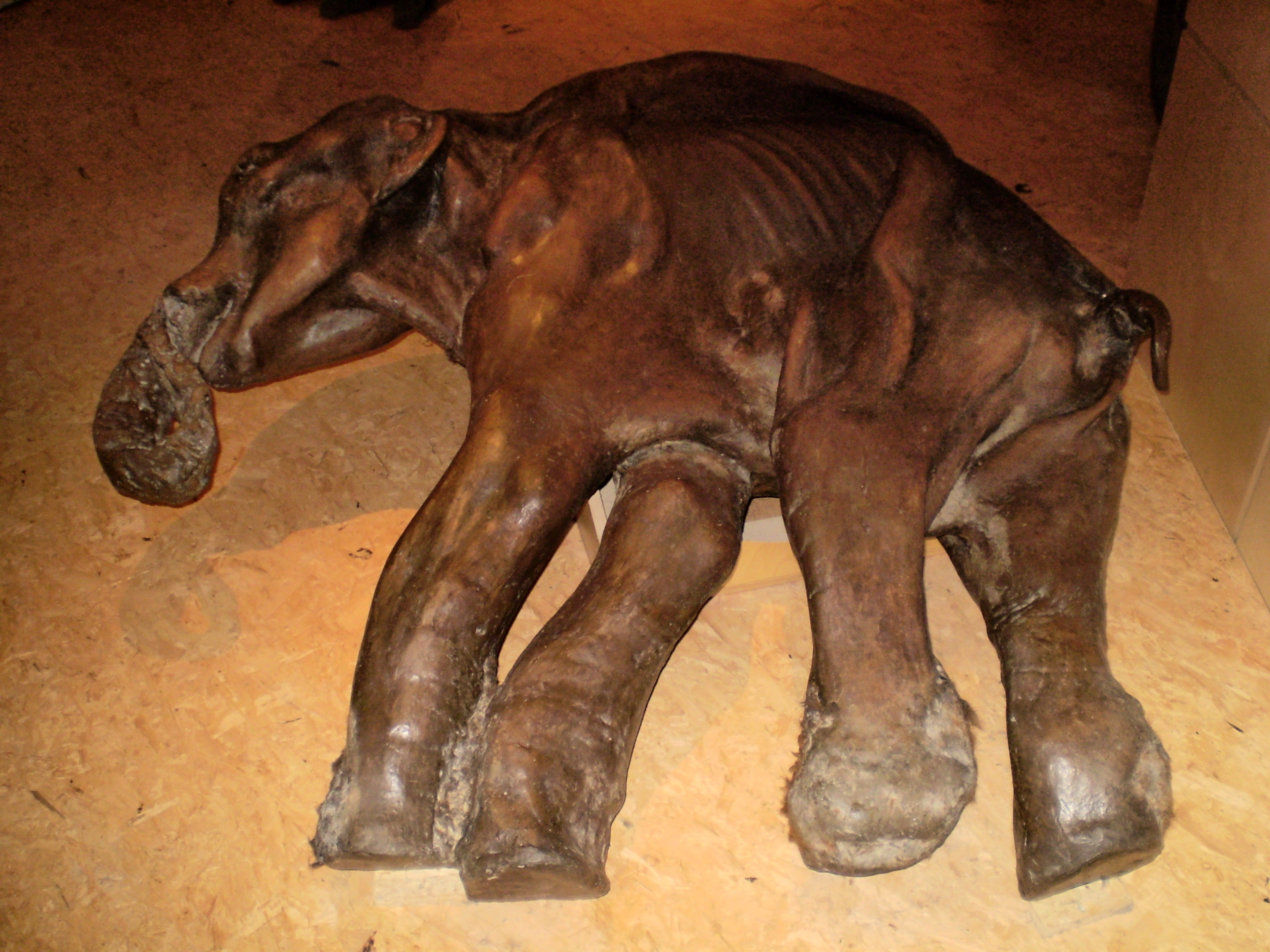
Dima, el cachorro de mamut encontrado en 1977 en el río Kolyma.

### Mamut del Río Kolima
En 1977 fue encontrado, muy bien preservado, el cuerpo de un mamut lanudo, de siete a ocho meses de edad, al que se le dio el nombre de Dima. Este hallazgo se localizó en el permafrost sobre un afluente del río Kolyma en el noreste de Siberia. El pequeño ejemplar debió de pesar aproximadamente cien kg y medir 104 cm altura y 115 cm de longitud. La datación de radiocarbono determinó que vivió hace 40 000 años. Sus órganos internos son similares a los de los elefantes actuales, aunque sus orejas tienen apenas la décima parte del tamaño de las de un elefante africano de la misma edad.

### Mamut de la península de Taimir (mamut de Jarkov)
En el verano de 1997, una familia dolgan de apellido Jarkov descubrió parte de un colmillo gigante de mamut que sobresalía del suelo de la tundra en la península de Taimir, en Siberia. Entre septiembre y octubre de 1999, un cuerpo de mamut de 20 380 años de antigüedad y el sedimento circundante se extrajeron de ese lugar y fueron trasladados por vía aérea hasta una cueva helada en Khatanga, Taimiria. En octubre de 2000 se realizaron cuidadosas operaciones con secadores de cabello para mantener los tejidos, la piel y el pelo del animal, intactos.

### Mamut de Yakutsk
Durante el año 2002, una expedición rusa, dirigida por Vladimir Repin (director del Centro de Virología y Biotecnología de Novosibirsk) y Piotr Lazariev (director del Museo del Mamut en Yakutia), halló congeladas dos extremidades de mamut lanudo (una trasera y una delantera) en perfecto estado de conservación junto al lecho helado de un río, cerca de Yakutsk, Siberia.

### Mamut de Yukagir
En 2003, en Yukagir, Yakutia, unos cazadores encontraron congelado un mamut macho adulto, de unos 40 a 50 años de edad en el momento de su muerte, 2,8 m de altura y más de cuatro toneladas de peso, que data de hace 18 000 años.

### Mamut de Ust-Nero
En 2004, los restos congelados de otro cachorro de mamut lanudo fueron descubiertos por los obreros de una mina de oro en Ust-Nero, Yakutia. La cabeza, la trompa, parte de la espalda y varios tejidos fueron llevados a una cueva helada en Yakutsk y hasta una instalación especial en Tokio, para su estudio detallado.

### Mamut Lyuba

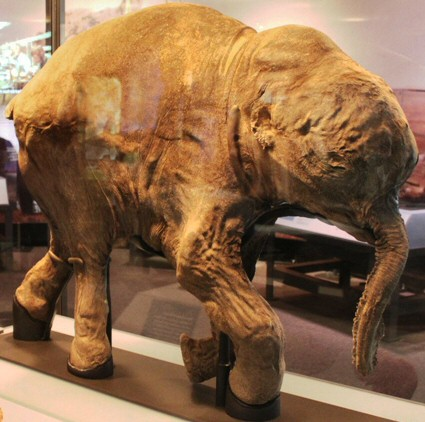
La mamut conocida como "Lyuba", en una exhibición especial en el Museo Field de Chicago.

En mayo de 2007, el pastor de renos Yuri Khudi encontró en Yamalo-Nénets, Siberia, otra cría de mamut congelada, una hembra de tres a cuatro meses de edad, que vivió hace 37 000 años, a la que se le dio el nombre de Lyuba, en honor a la esposa de su descubridor. El cuerpo de la bebé mamut conserva los ojos y la trompa intactos; "sus órganos internos están todos conservados, el corazón tiene distinguidos todos sus ventrículos, así como el hígado y las venas", declaró Alexei Tikhonov, del Instituto ruso de Ciencias Zoológicas. Según los científicos es el ejemplar mejor conservado de todos los hallados hasta la fecha.

## Proyectos de desextinción del mamut lanudo
El mamut lanudo es objeto de investigaciones pioneras en biología de la desextinción, centradas en recrear sus rasgos funcionales mediante ingeniería genética aplicada al elefante asiático (Elephas maximus), su pariente vivo más cercano (con un 99.6% de similitud genética). Estos esfuerzos, impulsados tras la secuenciación completa de su genoma en 2008, representan un paradigma innovador en conservación, al combinar paleogenómica y biotecnología sintética.

### Metodología
A diferencia de la clonación tradicional —que requiere ADN intacto—, el enfoque actual consiste en la edición génica del elefante asiático mediante herramientas como CRISPR/Cas, con el fin de introducir adaptaciones clave del mamut:
- Características morfológicas: Pelaje lanudo (gen FOXQ1), orejas reducidas y grasa subcutánea (gen UCP1).
- Adaptaciones fisiológicas: Hemoglobina especializada para tolerancia al frío.[57]

El resultado sería un híbrido funcional (con predominancia genética de elefante) diseñado para habitar en ecosistemas árticos.

### Objetivos ecológicos
El proyecto busca contribuir a la restauración de la estepa de mamut, un bioma desaparecido que desempeñaba un papel crucial en la regulación del clima al mantener estable el permafrost y promover pastizales de alto albedo. Esta hipótesis, planteada inicialmente por Serguéi Zimov, se está testeando experimentalmente en la reserva natural de Parques pleistocénicos (Rusia) mediante la reintroducción de herbívoros actuales.

### Instituciones involucradas
- Colossal Biosciences (EE.UU): Desarrollo de técnicas de edición génica, con estimaciones tentativas de embriones híbridos para 2030.[63]
- Parques pleistocénicos (Rusia): Provee el marco ecológico para evaluar el impacto de posibles reintroducciones.

### Debates éticos
Se han planteado a menudo dudas éticas o morales sobre la posibilidad de devolver esta especie a la vida, pero a medida que aumentan las evidencias del papel que pudo jugar el Homo sapiens en su extinción, son más las voces especializadas que defienden la necesidad de recuperar al mamut y otra megafauna extinta en el Cuaternario. Puesto que la extinción de la megafauna tuvo consecuencias nefastas para la diversidad de los ecosistemas terrestres de la mayor parte del planeta, traer a esta y otras especies de vuelta a la vida podría tener un efecto beneficioso en los biomas donde hoy están ausentes.